# كاشين (عرق)

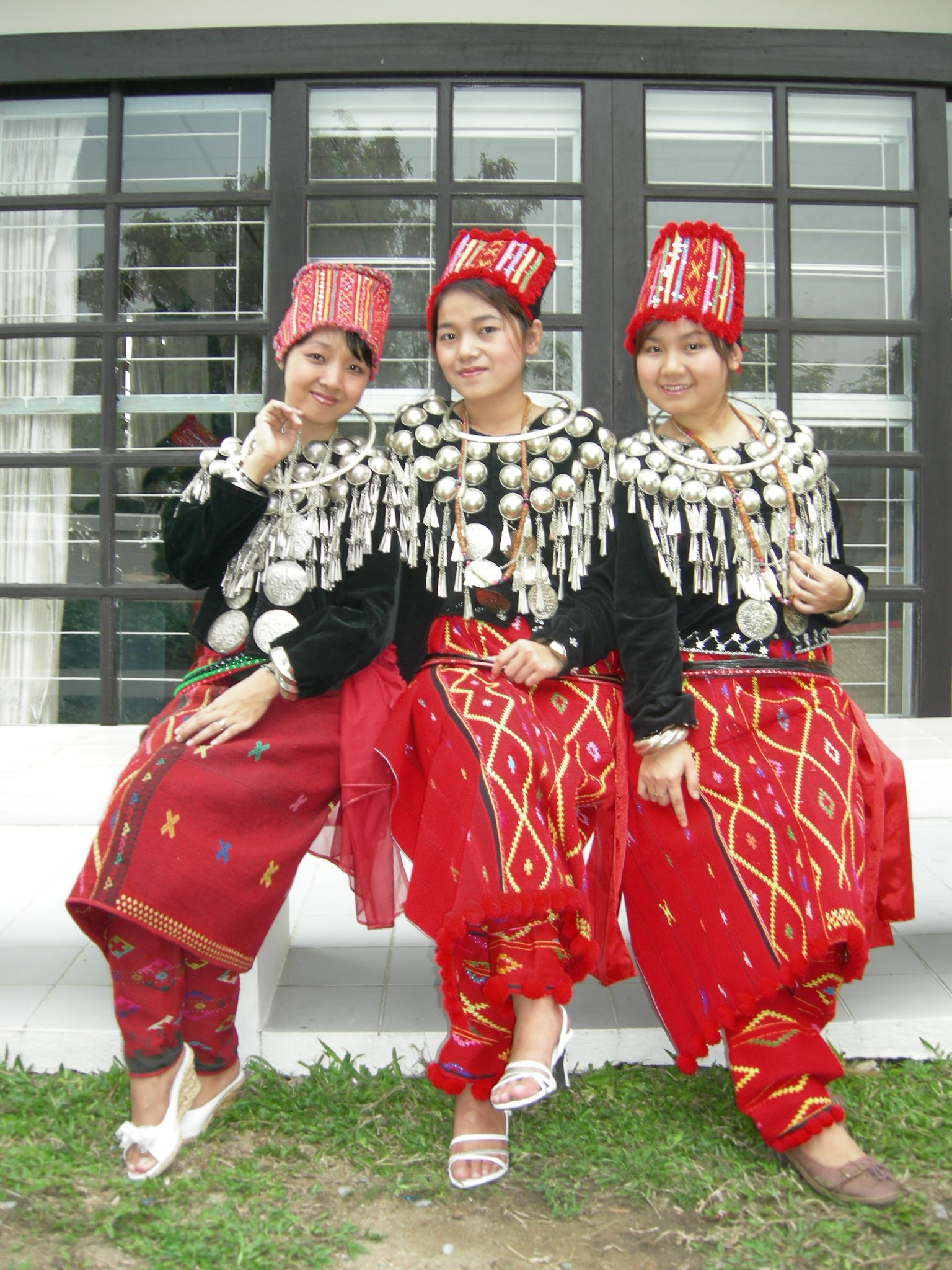
فتيات من الكاشين

الكاشين (بالإنجليزية|Kachin people) هي جماعة عرقية تتمركز في ولاية كاشين شمال بورما قرب الحدود مع الصين والهند وتتميز بتقاليدها وثقافتها الخاصة كما يدين أفرادها بالمسيحية ولها لغتها الخاصة وتتعرض للتمييز من قبل السلطات البورمية كما تحارب السلطة الحاكمة عسكريا منذ فبراير 1961 تحت قيادة حركة سياسية تدعى منظمة تحرير كاشين تطالب بالحقوق السياسية والثقافية لشعب الكاشين.